# International Baby Food Action Network
International Baby Food Action Network (IBFAN) är en internationell paraplyorganisation för grupper som arbetar med upplysning om bröstmjölksersättning i tredje världen. Gruppen belönades 1998 med Right Livelihood Award.